# 아파트404
《아파트404 시즌1》는 tvN에서 방영된 예능 프로그램이다.

## 기획 의도
대한민국 아파트에서 벌어졌던 전대미문의 실제 사건들! 그리고 아파트의 미스터리를 파헤치는 입주민 6인! 매회 에피소드마다 바뀌는 연도.
출연자는 각 시대에 일어난 사건들을 직접 마주하며 '아파트의 비밀'을 풀게 된다. 과연 숨겨진 비밀을 풀어낼 주인공은 누가 될 것인가?
국내 예능 최초! 실제 아파트 사건을 모티브로 한 환상적인 케미와 찐웃음 가득한 버라이어티, 시공간 초월 실화 추리극

## 출연자
- 유재석
- 차태현
- 오나라
- 양세찬 (1회 ~ 7회)
- 제니 (블랙핑크)
- 이정하 (1회 ~ 3회, 5회 ~ 8회)

## 게스트
- 연준 (투모로우바이투게더) (4회, 8회)
- 아이키 (7회)
- 딕펑스 (7회)
- 조세호 (8회)
- 김시은 (8회)

## 시청률
최저 시청률과 최고 시청률은 시청률 조사회사와 지역별로 시청률에 차이가 있을 수 있습니다.
| 회차 | 방송일   | 시청률          | 시청률            | 비고 |
| 회차 | 방송일   | 대한민국 (전국) | 대한민국 (수도권) | 비고 |
| ---- | -------- | --------------- | ----------------- | ---- |
| 1    | 2월 23일 | 2.247%          | 3.168%            |      |
| 2    | 3월 1일  | 2.124%          | 2.131%            |      |
| 3    | 3월 8일  | 1.720%          | 1.809%            |      |
| 4    | 3월 15일 | 1.716%          | 1.992%            |      |
| 5    | 3월 22일 | 1.469%          | 1.489%            |      |
| 6    | 3월 29일 | 1.499%          | 1.7%              |      |
| 7    | 4월 5일  | 1.263%          | 1.365%            |      |
| 8    | 4월 12일 | 1.349%          | 1.565%            |      |

## 여담
- 서버를 찾지 못한다는 오류 메시지 404 오류메시지를 인용하여 실화를 바탕으로 추리를 하는 프로그램.

- 케미가 좋기로 정평이 난 유재석과 차태현이 처음으로 함께하는 고정 예능이다.